# انتقال مومنتوم
انتقال مومنتوم (به فارسی: تکانه)(به انگلیسی: Momentum Transfer)، انتقال جرم (به انگلیسی: Mass Transfer) و انتقال حرارت (به انگلیسی: Heat Transfer) سه مبحث تشکیل دهنده‌ی پدیده‌های انتقال هستند.
به تمایل جرم به ادامه‌ی حرکت در مسیر خودش مومنتوم یا تکانه می‌گویند. مومنتوم نیز مانند انرژی نه به وجود می‌آید و نه از بین می‌رود. به عبارتی قانون پایستگی و بقای مومنتوم داریم.

## انتقال مومنتوم
به حاصل ضرب جرم یک جسم در سرعت آن جسم مومنتوم یا تکانه آن جسم می‌گویند و آن را با p نشان می‌دهند:
{\displaystyle p=m.v}
حال طبق قانون ویسکوزیته نیوتن اگر سیالی بین دو صفحه قرار داشته باشد که یکی از آن‌ها ثابت و دیگری با نیروی F شروع به حرکت کند ابتدا لایه‌ای از سیال که نزدیک به صفحه می‌باشد شروع به حرکت کرده و سپس لایه‌های بعد. به همین دلیل تنش برشی در سیال ایجاد می‌شود که مقدار آن برابر است با:
{\displaystyle \tau _{xy}=-\eta {dv_{x} \over dy}}

که در آن τxy تنش برشی در فصل مشترک سیال و صفحه‌ی بالایی، η ویسکوزیته سیال، vx سرعت صفحه‌ی بالایی و y فاصله‌ی بین دو صفحه است.

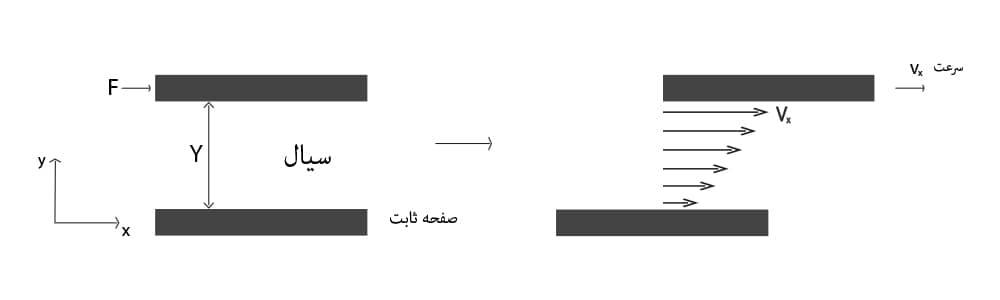

توسط نیروی F وارد شده به صفحه‌ی بالایی مومنتوم از صفحه به لایه‌ای از سیال که با صفحه در تماس است منتقل می‌شود و سپس به همین ترتیب به لایه‌های دیگر منتقل میشود. این انتقال مومنتوم در جهت  y انجام می‌شود.
در شکل بالا تنش برشی بین دو لایه سیال می‌کوشد تا سرعت لایه تندتر را کاهش و سرعت لایه آهسته‌تر را افزایش دهد. اختلاف در سرعت بین دو لایه یا همان گرادیان سرعت تنها با نیروی وارده بر صفحه بالایی تامین و حمایت می‌شود. اگر این نیرو برداشته شود تنش برشی موجود باعث توقف حرکت صفحه بالایی خواهد شد. وجود یک اختلاف در سرعت بین دو لایه باعث انتقال مومنتوم در لایه سریع‌تر به لایه کندتر و نیز باعث انتقال اتم‌ها یا مولکول‌های کند موجود در لایه کندتر به لایه سریع‌تر و برعکس خواهد شد.
همگون بودن تنش برشی و آهنگ انتقال مومنتوم را می‌توان با در نظر گرفتن واحدهایشان به صورت زیر نشان داد:

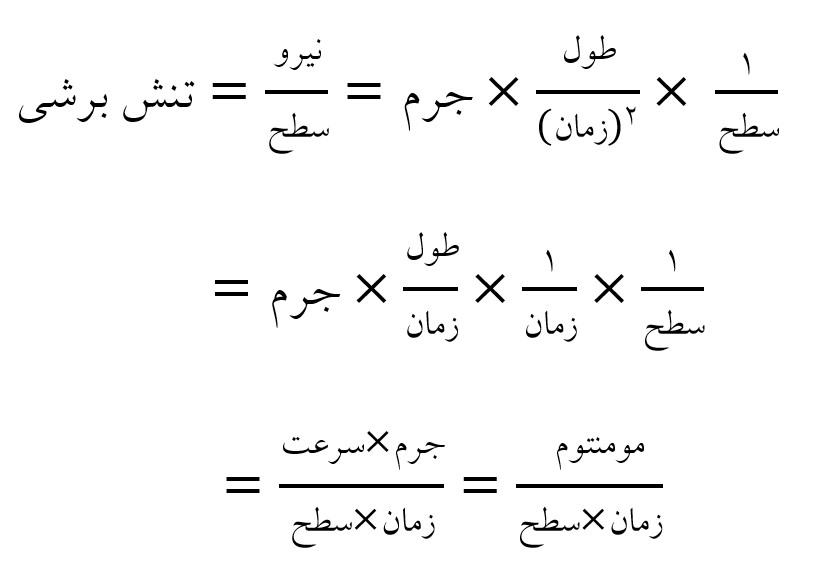

که همان انتقال مومنتوم در واحد زمان در واحد سطح یا آهنگ انتقال مومنتوم در واحد سطح می‌باشد.
گرادیان سرعت را می‌توان به عنوان نیروی محرکه‌ی انتقال مومنتوم در نظر گرفت.

### بقا مومنتوم در جریان پایدار
طبیعت جریان سیال با موازنه مومنتوم در یک حجم معیار صورت می‌گیرد. در این محاسبات دو نوع انتقال مومنتوم را در نظر می‌گیریم: ۱- انتقال مومنتوم ویسکوزی ۲- انتقال مومنتوم جابه‌جایی
انتقال مومنتوم ویسکوزی: انتقال مومنتوم به علت وجود گرادیان سرعت در جهت عمود بر جهت جریان سیال
انتقال مومنتوم جابه‌جایی: انتقال مومنتوم به علت حرکت خود سیال در جهت حرکت
با نوشتن این معادلات برای سیال در حالات جریان کوتی، جریان بین دو صفحه موازی، جریان در سطح شیبدار و همچنین جریان داخل یک سیلندر به روابطی می‌رسیم که به کمک آن‌ها می‌توان تنش برشی و سرعت سیال را در قسمت‌های مختلف به دست آورد. همچنین می‌توانیم سرعت ماکزیمم و متوسط را به دست آوریم. حال به بررسی هر یک می‌پردازیم:

### جریان کوتی
جریانی است بین دو صفحه که یکی از آن‌ها با سرعت ثابت در حرکت است:

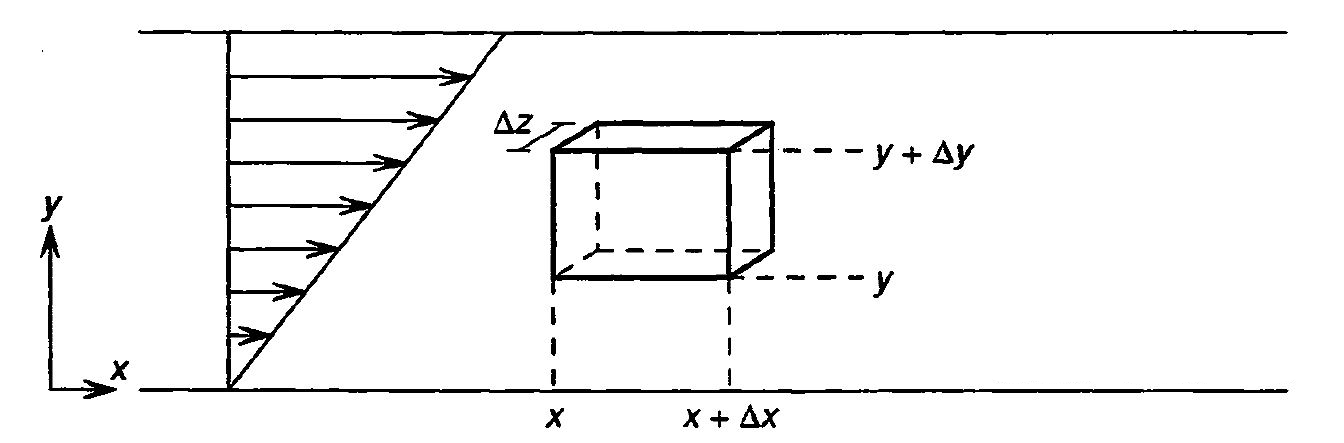

و معادلات آن به صورت زیر می‌باشد:

{\displaystyle \tau _{xy}=-{V \over Y}y}                و                    {\displaystyle v_{x}={V \over Y}y}
که در آن Y فاصله بین دو صفحه و V سرعت صفحه بالایی یا سرعت ماکزیمم و η ویسکوزیته سیال می‌باشد.

#### جریان سیال بین دو صفحه صاف موازی
این حالت تقریباً مانند حالت قبل است با این تفاوت که هر دو صفحه ساکن است و عامل حرکت سیال نیروی خارجی می‌باشد:

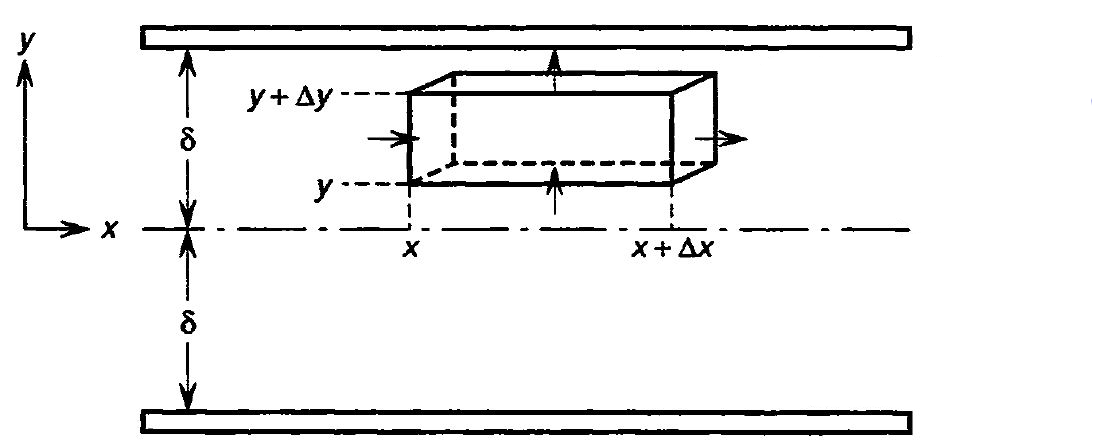

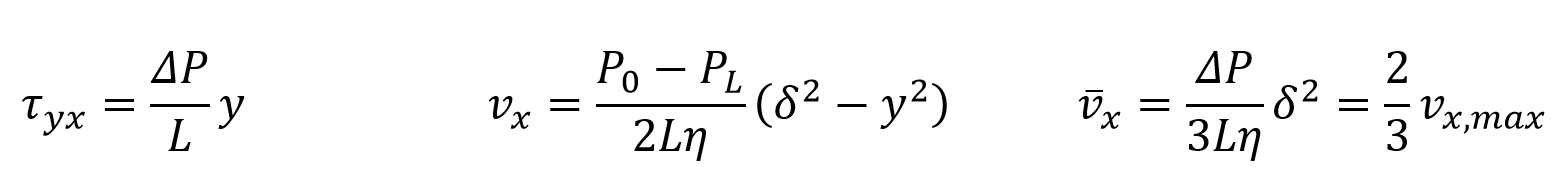

و معادلات آن به صورت زیر می‌باشد:
که در آن {\displaystyle \Delta P \over L}افت فشار در فاصله L می‌باشد.

#### جریان سیال بر روی یک سطح شیبدار
در این حالت عامل حرکت سیال نیروی وزن سیال می‌باشد: 

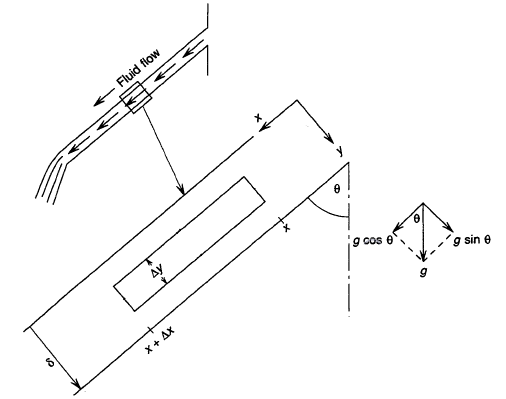

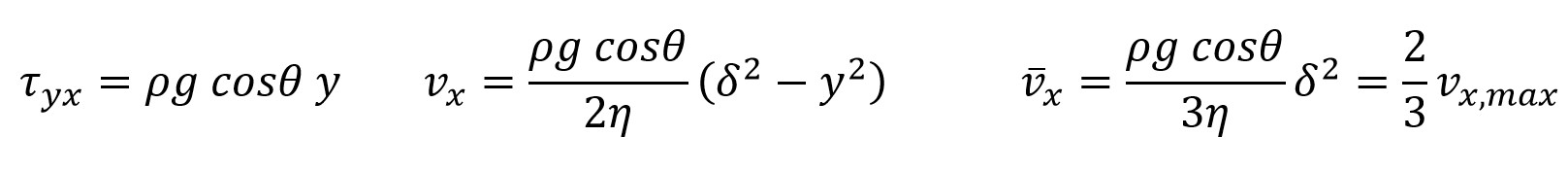

و معادلات آن به صورت زیر می‌باشد:
که در آن ρ چگالی سیال می‌باشد.

#### جریان سیال در یک سیلندر عمودی
در این حالت برای بررسی ساده‌تر، از مختصات استوانه‌ای استفاده می‌کنیم:

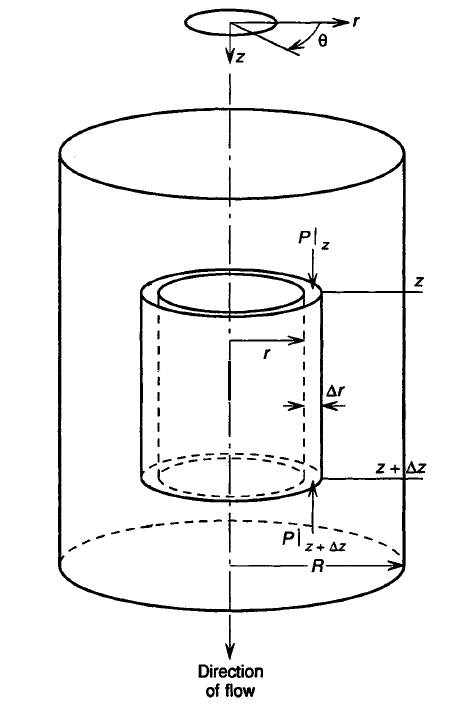

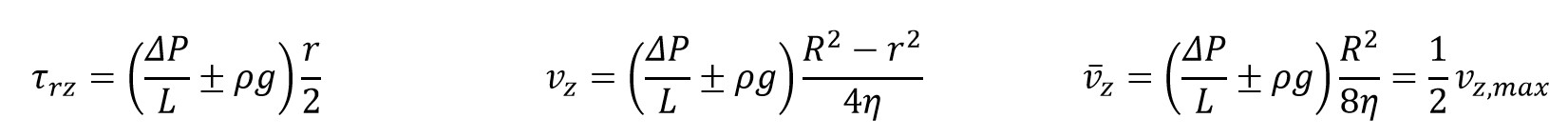

و معادلات آن به صورت زیر می‌باشد:
که در آن R شعاع سیلندر می‌باشد.